# Кауфбојрен
Кауфбојрен (њем. Kaufbeuren) град је у њемачкој савезној држави Баварска. Посједује регионалну шифру (AGS) 9762000.

## Географски и демографски подаци
Град се налази на надморској висини од 681–860 метара. Његова површина износи 40,0 km². У самом мјесту је, према процјени из 2010. године, живјело 41.966 становника. Просјечна густина становништва износи 1.049 становника/km².

## Међународна сарадња
| Мјесто    | Држава   | Врста сарадње | Од    |
| --------- | -------- | ------------- | ----- |
|           | Чешка    | партнерство   | 2009. |
| Ферара    | Италија  | партнерство   | 1991. |
| Сомбатхељ | Мађарска | партнерство   | 1992. |
| Извор     |          |               |       |